# Alabama (John Coltrane)
Alabama è un brano musicale strumentale composto dal musicista jazz John Coltrane incluso nel suo album Live at Birdland del 1963. Il brano venne scritto in risposta alla strage che aveva avuto luogo il 15 settembre '63 durante un attentato razzista ad opera del Ku Klux Klan all'interno di una chiesa battista nella cittadina di Birmingham, in Alabama, nel quale erano rimaste uccise quattro bambine.
Il quartetto classico di Coltrane eseguì questa malinconica e triste ballata nel 1963 durante un'apparizione televisiva in occasione di una puntata del programma Jazz Casual.

## Il brano
Coltrane incise il brano, simile ad un mesto canto funebre, nel corso di un'unica sessione di registrazione notturna che ebbe luogo il 18 novembre 1963 al Van Gelder Studio, Englewood Cliffs, NJ. McCoy Tyner riferì che la genesi del brano aveva avuto origine da una fonte scritta, e cioè un discorso tenuto da Martin Luther King sulle quattro bambine decedute nell'attentato in Alabama:
(McCoy Tyner)
Coltrane, Tyner, Garrison e Jones, incisero "nuovamente" Alabama, insieme a Afro Blue e Impressions, in occasione di una puntata da 30 minuti del programma televisivo Jazz Casual, condotto da Ralph J. Gleason. La band incise il 7 dicembre 1963 presso lo studio KQED TV di San Francisco. L'episodio andò in onda il 19 febbraio 1964 su WNET TV di New York, e il 23 febbraio 1964 su KQED TV di San Francisco.